# Fiesta (film)
Fiesta är en amerikansk musikalisk dramafilm i Technicolor från 1947 i regi av Richard Thorpe. I huvudrollerna ses Esther Williams, Ricardo Montalbán, Mary Astor och Cyd Charisse. Detta var den första av tre filmer där Williams och Montalbán spelade mot varandra, de andra två är På en ö med dej (1948) och Neptuns dotter (1949). 

## Rollista i urval
- Esther Williams – Maria Morales
- Ricardo Montalbán – Mario Morales
- Fortunio Bonanova – Antonio Morales
- Mary Astor – Señora Morales
- Akim Tamiroff – Chato Vasquez
- John Carroll – Jose 'Pepe' Ortega
- Cyd Charisse – Conchita
- Hugo Haas – Maximino Contreras
- Jean Van – Maria Morales, som barn
- Joey Preston – Mario Morales, som barn
- Frank Puglia – doktor
- Los Bocheros – The Basque Singers
- Alan Napier – turisten
- John Maxwell – Mr. Contreras assistent

## Musik i urval
- "Fantasia Mexicana", baserad på El Salon Mexico, musik av Aaron Copland, pianosolist André Previn
- "La Bamba", skriven av Luis Martínez Serrano
- "Jarabe Tapatío (The Mexican Hat Dance)", Trad.
- "La luna enamorada", skriven av Angel Ortiz De Villajos, Miriano Bolanos, Recio Leocadio och Martinez Durango